# 澳門特別行政區駐北京辦事處

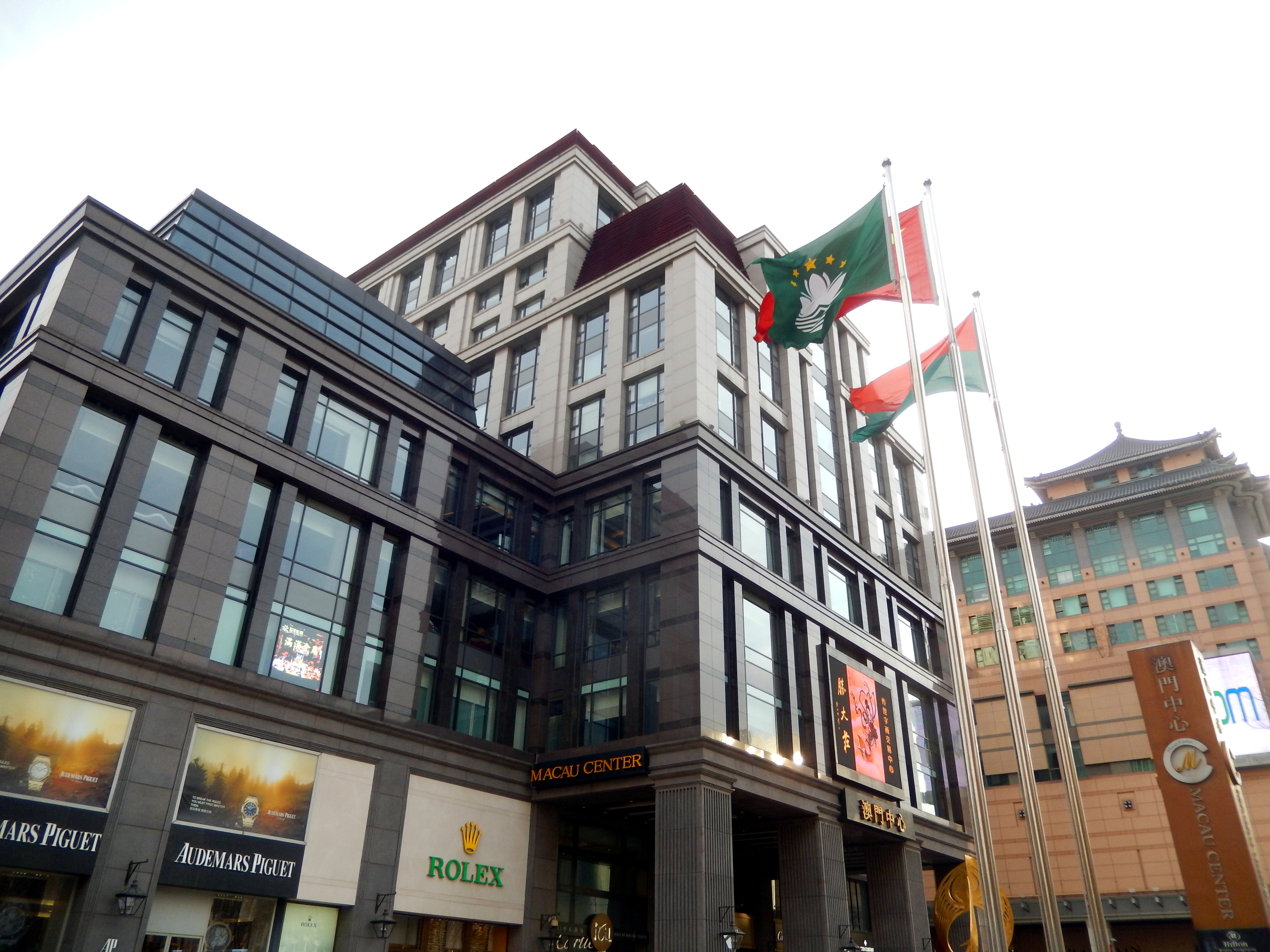
在北京王府井的澳門中心

澳門特別行政區駐北京辦事處（簡稱澳門駐京辦，葡文縮寫：DRAEMP）直屬於澳門行政長官，負責協助行政長官在澳門特別行政區與中央人民政府及內地的關係上統籌工作，是代表性部門，位於北京王府井東街八號澳門中心十六層。

## 組織法例
- 第15/2001號行政法規（2001年7月9日《澳門特別行政區公報》)設立澳門特別行政區駐北京辦事處。
- 第148/2001號行政長官批示（2001年7月16日《澳門特別行政區公報》)關於澳門特別行政區駐北京辦事處的組成。

## 職責
- 在澳門特別行政區與中央人民政府及內地的關係上，協助行政長官統籌工作；
- 開展與中央人民政府各部門，以及各省、自治區、直轄市政府設於北京的辦事處的聯絡工作；
- 向內地宣傳澳門特別行政區的社會及文化現狀，以及發展雙方的旅遊、文化交流，尤其是推廣澳門作為旅遊目的地；
- 根據行政長官的指示，在經濟、貿易、旅遊、文化、培訓領域，為推動交流和合作，與內地相關部門發展聯絡、諮詢和商討工作；
- 為澳門特別行政區提供後勤及資訊協助；
- 協助在北京或內地其他地方工作、到當地公幹或接受培訓的澳門特別行政區公共行政工作人員，或到當地參與由澳門特別行政區公共行政當局負責的培訓或其他類型活動的非公務員或服務人員的人士；
- 在職責範圍內開展行政長官指派的其他特別工作或計劃。